# Turcologia

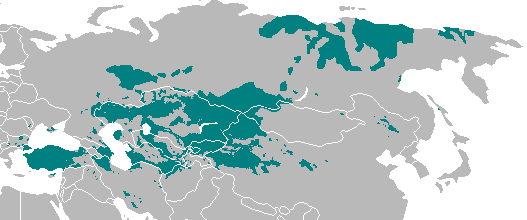
Difusão das línguas túrquicas

A turcologia é um conjunto de ciências humanas que reúne o estudo dos idiomas, história, literatura, folclore, cultura e etnologia dos povos turcos, os que falam línguas túrquicas. As primeiras informações etnológicas sobre as tribos túrquicas foram sistematizadas por volta do século XI pelo filólogo turco Mamude Alasgari no Compêndio dos dialetos turcos. Houve dicionários multilíngues redigidos em finais do século XIII para aplicações práticas no comércio internacional e na vida política: o Códex Cumânico Cumano-persa-latino-germânico e os dicionários armênio-quipechaque e russo-quipechaque.
Na Idade Média a turcologia foi centrada em torno dos estudos greco-bizantinos, por embaixadores, viajantes e geógrafos. Nos séculos XV-XVII o assunto principal da turcologia foi o estudo do Império Otomano e da língua turca, e das línguas turcas da Europa Oriental e da Ásia Ocidental. Em 1612 foi publicada uma gramática da Jerome Megizer, seguida em 1680 pela obra em quatro volumes Lexicon Turcico-Arabico-Persicum" de F. Mesgnin-Meninski. Exemplos mais recentes incluem o estudo das Inscrições de Orkhon, decifradas em 1893 pelo filólogo dinamarquês Vilhelm Thomsen e publicadas por Vasily Radlov, um etnologista russo nascido na Alemanha, fundador da moderna turcologia.